# Куликово (Карелия)
Кулико́во (фин. Hiitolan kirkonkylä) — посёлок в Лахденпохском районе Республики Карелия, административно относится к Хийтольскому сельскому поселению.

## Общие сведения
Расположен недалеко от озёр Хитоланъярви и Вейяланъярви. Является ближайшим остановочным пунктом к Большим скалам.

## Население
| 2002 | 2009 | 2010 | 2013 |
| ---- | ---- | ---- | ---- |
| 469  | ↗481 | ↗512 | ↘486 |

## История
До 1944 года назывался Кирха-Хийтола, так как церковь, кладбище, школа, то есть сама историческая Кирха-Хийтола находились на месте нынешнего Куликово, а ныне существующая Хийтола состояла из пары построек ж/д станции Хийтола. Во время Северной войны Хийтола/Куликово состоявшая из 67 дворов со всеми душами была пожалована Петром Первым придворному медику Блюментросту. После 1944 г. и до 1998 г. в поселке были расквартированы мотострелковый и артиллерийский полки.
В 1966 году указом президиума ВС РСФСР посёлок Киркко-Хиитола переименован в Куликово, в память о Герое Советского Союза Куликове Иване Николаевиче.
Имеется памятник истории: могила В. С. Барановского, изобретателя и конструктора первых отечественных систем скорострельной артиллерии. Из объектов истории: кладбище финских воинов (1939—1940 гг., 1941—1944 гг.).

## Транспорт
Расположен на дороге местного значения 86К-375 («Подъезд к п. Хийтола») (бывшая трасса А121 («Сортавала»), пущенная в обход посёлка Хийтола).
Через посёлок проходит железнодорожная линия Кузнечное — Хийтола, образуя в двух местах пересечения с автодорогой два остановочных пункта: о. п. 165 км (фин. Veijala) и о. п. 168 км (фин. Vaavoja).

### Платформа 165 км
В юго-восточной оконечности посёлка Куликово на ординате 164,8 км расположен остановочный пункт 165 км. Остановочный пункт не оборудован ни пассажирской платформой, ни пассажирским павильоном, предназначен для пригородных поездов.

### Платформа 168 км
Остановочный пункт расположен в северо-западной оконечности посёлка Куликово. На остановочном пункте выложена новая посадочная платформа, установлен современный пассажирский павильон, а также новая информационная табличка с названием остановочного пункта. Билетная касса отсутствует.

## Улицы посёлка
- ул. Банная
- ул. Ленина
- ул. Луговая
- ул. Цветочная
- ул. Центральная